# Framerville-Rainecourt
 Framerville-Rainecourt  ist eine französische Gemeinde mit 447 Einwohnern (Stand 1. Januar 2022) im Département Somme in der Region Hauts-de-France. Sie gehört zum Arrondissement  Péronne und zum Kanton Ham.
Die Gemeinde Framerville-Rainecourt wurde 1964 aus den bislang selbständigen Gemeinden Framerville und Rainecourt gebildet.

## Bevölkerungsentwicklung
| Jahr      | 1962 | 1968 | 1975 | 1982 | 1990 | 1999 | 2008 |
| Einwohner | 323  | 341  | 294  | 278  | 237  | 296  | 432  |